# Иванов, Валерий Иванович (советский футболист)
Валерий Иванович Иванов — советский футболист, защитник, воспитанник московского футбола, игрок команд высшей лиги «Крылья Советов» и «Локомотив» (Москва).
Валерий Иванов родился в Москве и начал заниматься футболом в спортшколе ФШМ. В 1960 году дебютировал в команде класса «Б» «Колхозник» Полтава, играл в этой команде до 1962 года, одновременно выступал также за клубную команду московского «Динамо». В 1963 году стал игроком другой команды класса «Б» «Таврия» (Симферополь), однако отмечался преимущественно гуляньями в местных ресторанах вместе с Юрием Щербаковым, Евгением Лариным, Виталием Потаскуевым, Георгием Ватианом. В этом же году перешёл в команду второй группы класса «А» «Локомотив» (Челябинск), в составе которой играл до конца 1966 года, проведя более 100 матчей. В 1967 году перешёл в команду класса «А» «Крылья Советов», в составе которой сыграл в высшем советском дивизионе 29 матчей. В 1968 году выступал в классе «А» за московский «Локомотив», сыграв 25 матчей. В следующем году вернулся в «Крылья Советов», однако после пяти матчей перешёл в клуб второй группы класса «А» «Шахтер» Караганда, в составе которого в следующем году сыграл в дебютном сезоне советской первой лиги. В 1971—1972 годах играл в составе команды второй лиги «Динамо» (Вологда), после чего завершил карьеру. Скончался 29 декабря 2020г.